# Libystica simplex
Libystica simplex là một loài bướm đêm trong họ Noctuidae.